# Liber legis Langobardorum
Il Liber legis Langobardorum ("Libro della legge dei Longobardi"), detto anche Lex Longobarda o più semplicemente Lombarda, è una raccolta di leggi longobarde, in contrapposizione al diritto romano, in uso esclusivamente nell'Italia settentrionale, ovvero nel Regnum Italicum. L'opera contava all'origine quattro libri che poi furono ridotti a due. Il Liber legis Langobardorum deriva dal Liber Papiensis, dal quale si distingue perché le leggi, gli editti e i capitolari non sono disposti cronologicamente, ma suddivisi più razionalmente per materia.
La raccolta è stata tramandata in due versioni (Cassinese e Vulgata), entrambi risalenti all'XI secolo, quindi coeve all'epoca della redazione originale.
La critica mostra diverse opinioni sul luogo di origine della Lombarda, tra cui Montecassino, Ivrea, Torino, Borgo San Dalmazzo, Ravenna, Milano, Mantova e Pavia, città quest'ultima che sarebbe la più accreditata. A Pavia infatti, capitale del regno longobardo prima e, fino al 1024, del Regnum Italicum, almeno dal X secolo (ma forse già in età longobarda) fiorì presso il palazzo Reale un'importante scuola giuridica. Il palazzo si strutturava su un vasto insieme di edifici, i quali non solo ospitavano la corte del sovrano, ma anche l'amministrazione del regno e, in particolare, il suo principale tribunale. Verosimilmente la scuola nacque quindi per formare i giudici regi.